# Yōjirō Noda
Yōjirō Noda (japanisch 野田洋次郎 Noda Yōjirō; * 5. Juli 1985 in Tokio) ist ein japanischer Rockmusiker, Musikproduzent und Schauspieler.

## Leben
Noda wurde in Tokio als Sohn eines Geschäftsmannes und einer Klavierlehrerin geboren. Im Alter von sechs Jahren lebte er für drei Jahre in den Vereinigten Staaten. Er interessierte sich seit seiner Zeit auf der Junior High School für das Gitarrespiel, nachdem er erstmals Musik von Oasis gehört hatte.

## Karriere
Im Jahr 2001 als Noda das erste Jahr der High School Tōin Gakuen in Yokohama besuchte, trat er auf Anfrage eines Freundes der Band Radwimps als Sänger bei, wo er zugleich als Gitarrist und hauptverantwortlicher Songwriter wurde. Im Jahr 2003 erschien das nach der Band benannte Debütalbum, zwei Jahre darauf erfolgte das Major-Debüt Radwimps 2 bei Toshiba EMI.
Im Jahr 2008 schrieb und produzierte er erstmals ein Lied für eine andere Musikerin. Das Stück heißt Labrador und wurde von der Sängerin Chara als Hauptpromosingle für ihr Album Honey eingespielt.
Seit November 2012 kündigte Noda sein Soloprojekt Illion an. Bereits im Folgejahr erschien mit Ubu das Debütalbum über der Warner Music Group, welches sich in den Top-10 der japanischen Albumcharts positionieren konnte. Sein zweites Album erschien im Oktober 2016 unter dem Titel P.Y.L.
Im Jahr 2015 gab Yōjirō Noda sein Schauspieldebüt. Er verkörperte im Drama Pieta in the Toilet den Hauptcharakter Hitoshi. Seine Band, Radwimps, schrieben und produzierten das Vorspannlied des Films. 2017 spielte er die Rolle des Shin Michima der kurzen Fernsehserie Million Yen Woman. Noda hatte im 2018 veröffentlichten Film Isle of Dogs eine kurze Sprechrolle. Dort sprach er den Nachrichtensprecher. Im selben Jahr spielt er eine Rolle in Nakimushi Shottan no Kiseki.
Noda veröffentlichte im Mai des Jahres 2015 sein erstes Buch unter dem Titel Rarirure-ron. Dabei handelt es sich um eine Sammlung von Essays, die während der Grand Prix 2014 Jikkyō Namachūkei Tour in Japan entstanden und seine Entscheidung begründen, die Rolle in Pieta in the Toilet angenommen zu haben.

## Diskografie
Mit Illion
- 2013: Ubu (Album, Warner Music Group)
- 2016: P.Y.L. (Album, Warner Music Group)

Als Produzent
- 2008: Labrador (ラブラドール Raburadōru) für die Sängerin Chara
- 2010: EMI für Terakoya
- 2015: Draw (おあいこ Oaiko) für Hanaregumi
- 2016: Bow (蝶々結び Chōchō Musubi) für die Sängerin Aimer
- 2016: Girl Who Should Be Rejected (フラレガイガール Furaregai Girl) für die Sängerin Sayuri

## Filmografie
- 2015: Pieta in the Toilet (トイレのピエタ Toire no Pieta)
- 2016: Rippu Van Winkuru no hanayome
- 2017: Million Yen Woman (100万円の女たち 100 Manen no Onna-tachi, Fernsehserie)
- 2017: Hello Harinezumi (Fernsehserie, eine Episode)
- 2018: Isle of Dogs – Ataris Reise (Sprechrolle)
- 2018: Nakimushi Shottan no Kiseki